# Fissidens bifrons
Fissidens bifrons là một loài Rêu trong họ Fissidentaceae. Loài này được Schimp. ex Müll. Hal. mô tả khoa học đầu tiên năm 1859.